# Erwin Linke

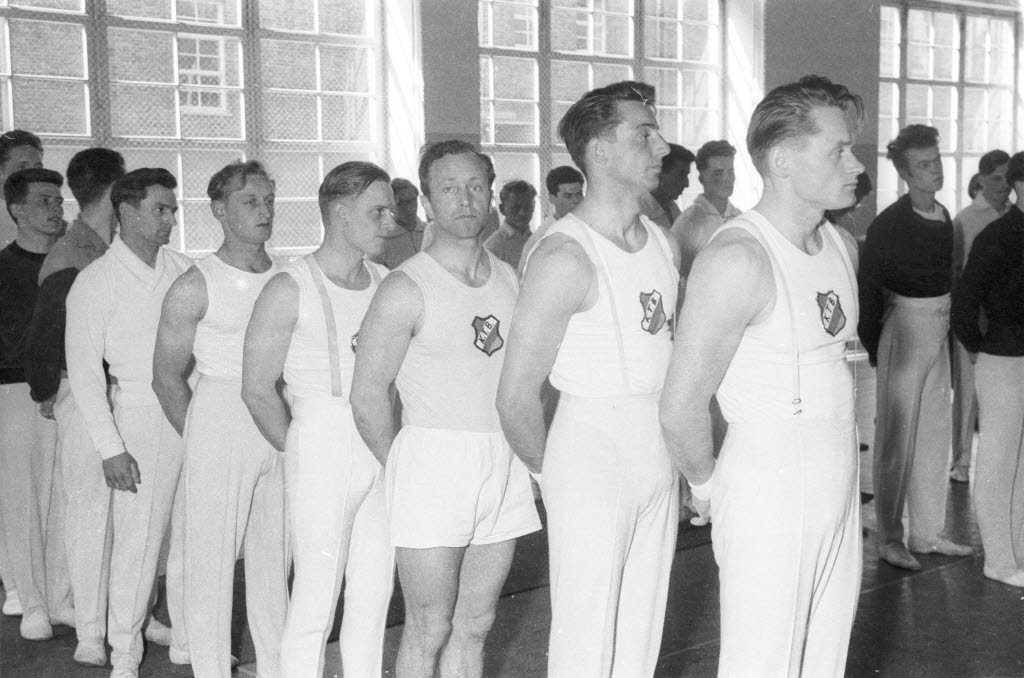
Riege des Kieler Turnerbundes Brunswik (KTB) mit Erwin Linke (2. von rechts)

Erwin Linke (* 20. November 1920 in Neumünster; † 29. Januar 2013) war ein deutscher Turner und Turntrainer.
Linke wirkte lange als Trainer und Kampfrichter.
Sein Heimverein nach dem Zweiten Weltkrieg war der Kieler Turnerbund Brunswik (KTB).

## Erfolge
- Bronzemedaille bei der Deutschen Meisterschaften 1943[2]
- Als Trainer mehrere Deutsche Meistertitel (u.A, von Jürgen Bischof oder den Brüdern Diehl)[2]

## Auszeichnungen (Auswahl)
- Bundesverdienstkreuz am Bande (2004)
- Ehrenmitglied Turnverband Schleswig-Holstein